# Kultura nordyjska

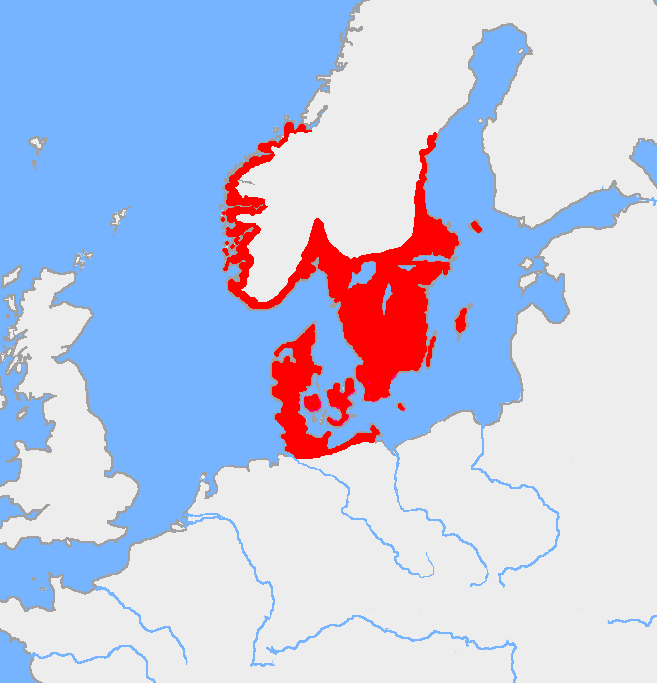
Mapa przedstawiająca zasięg kultury nordyjskiej ok. 1200 p.n.e.

Kultura nordyjska – kultura archeologiczna epoki brązu. Znana głównie ze znalezisk praktycznie nierozłożonych szczątków ludzkich, a także z petroglifów występujących w południowej Skandynawii.

## Geneza
Początek epoki brązu na obszarach północnych Niemiec, Danii oraz południowej Skandynawii to I okres epoki brązu według chronologii Oskara Monteliusa. Ziemie te były wówczas użytkowane przez ludność kultury ceramiki sznurowej i kultury grobów jednostkowych. Na ich bazie wykształciła się nowa jednostka kulturowa, nazywana kulturą nordyjską.

## Chronologia i obszar występowania

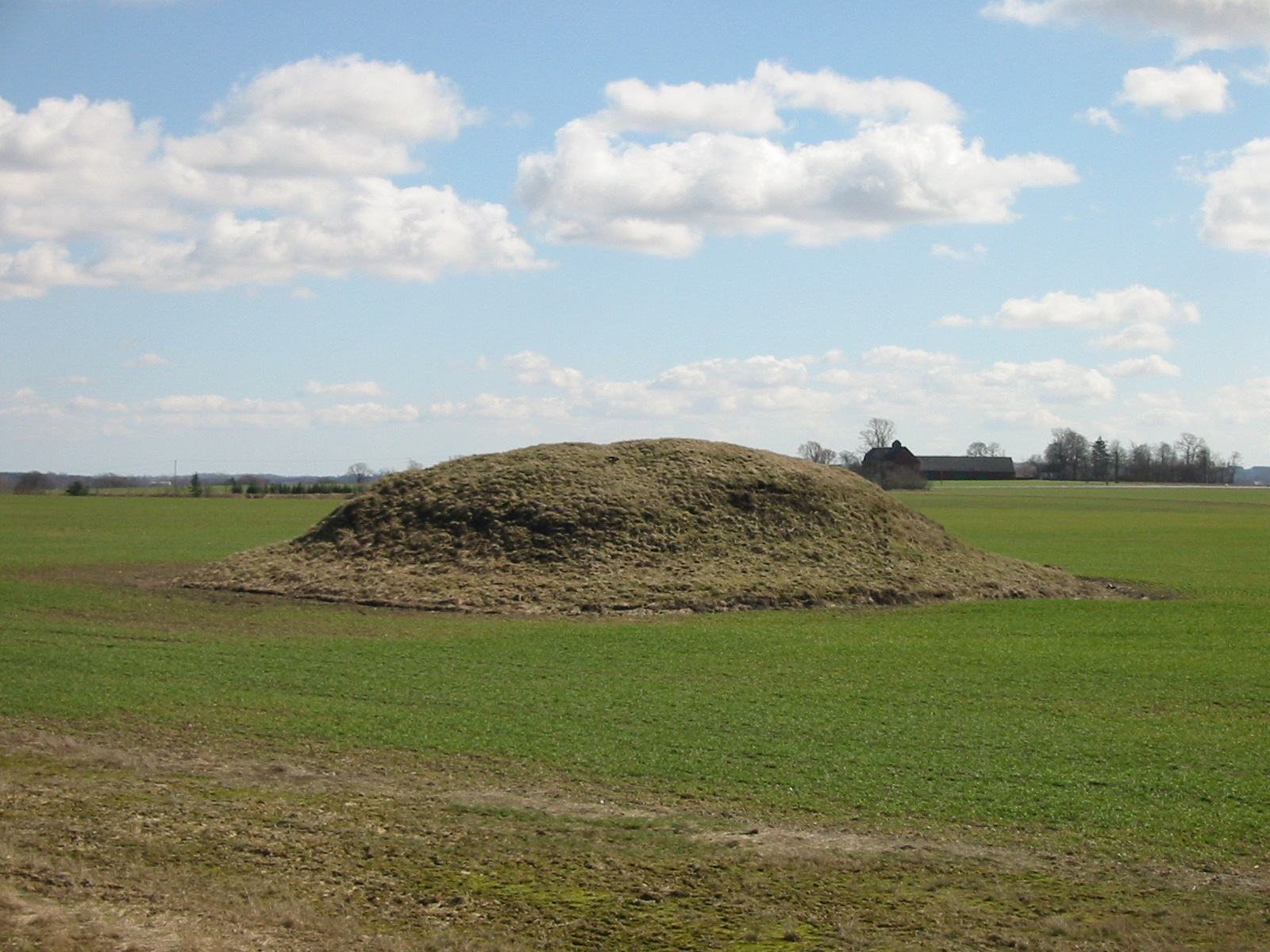
Kurhan kultury nordyjskiej (Gårdstånga, Skania w Szwecji)

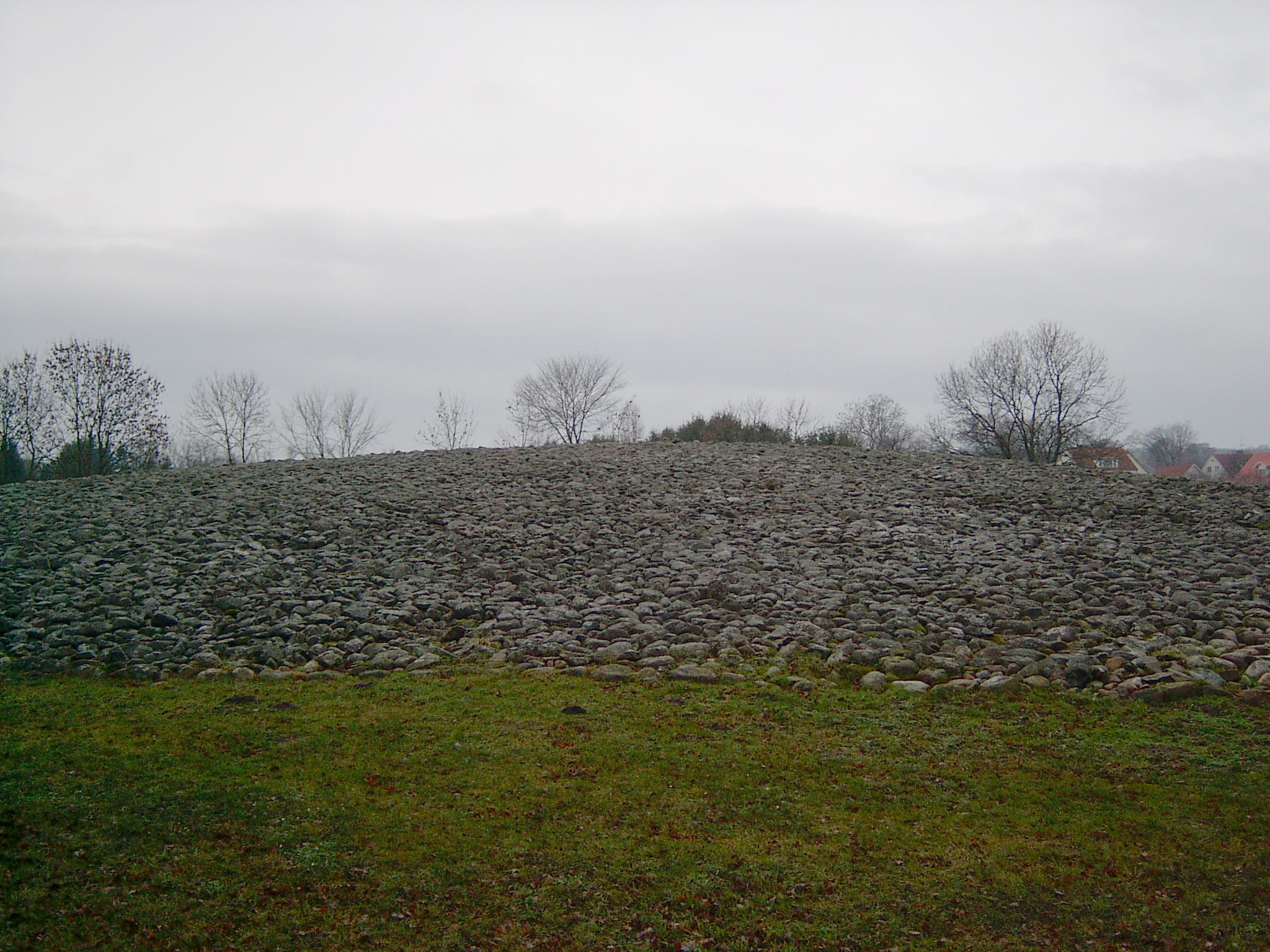
Rekonstrukcja wielkiego kurhanu z Kivik w Skanii

Kultura nordyjska rozwijała się przez wszystkie VI okresów epoki brązu wyróżnionych przez Oskara Monteliusa, a poszczególne jej fazy odpowiadają każdemu z okresów. Według chronologii absolutnej istniała więc w latach 2200–400 p.n.e. Swoim zasięgiem obejmowała teren północnych Niemiec, Danii, południowej Skandynawii i Gotlandii oraz innych wysp południowej części basenu Morza Bałtyckiego.

## Osadnictwo i budownictwo
Osadnictwo kultury nordyjskiej już od I okresu epoki brązu wiąże się z osadami, na których występują tak zwane długie domy w konstrukcji słupowej. W okresach II i III brązu wewnątrz tych budynków mamy do czynienia z wydzieleniem trzech stref.

## Obrządek pogrzebowy
Obrządek pogrzebowy w kulturze nordyjskiej jest o wiele lepiej poznany. Aż po pierwszą połowę III okresu epoki brązu zmarłych chowano na ogół niespalonych. Ciało zmarłego ułożone na wznak wkładano do trumny wykonanej z drewnianej kłody (najczęściej dębowej). Trumnę obstawiano kamieniami, nakrywano czasem nasypem kamiennym, po czym usypywano kurhan. Kurhany na ogół tworzyły cmentarzyska, na które składało się kilkanaście lub więcej kopców. Zmarli byli ubrani w odświętny strój z ozdobami brązowymi. W grobach tych w pierwszym okresie spotyka się wiele wyrobów kamiennych. Jest ich jednak z czasem coraz mniej, są zastępowane przez przedmioty z brązu. W okresach starszym i środkowym epoki brązu, obrządek pogrzebowy (oraz jego wyposażenie) był bardzo zbliżony do obrządku grup zachodnich kultury mogiłowej.
W III okresie epoki brązu zaczęło rozpowszechniać się w kulturze nordyjskiej ciałopalenie. Początkowo spalone szczątki zmarłych składano do wnętrza drewnianej trumny lub rozsypywano w podłużnej jamie grobowej, takiej jak w przypadku pochówków szkieletowych. Wyposażenie najstarszych grobów ciałopalnych jest podobne do wyposażenia grobów szkieletowych (głównie wyroby metalowe).

## Inwentarz

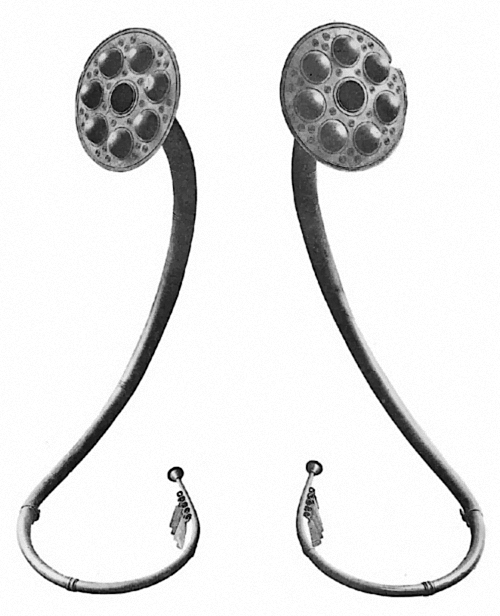
Brązowe lury znalezione w Lynge w północnej Zelandii

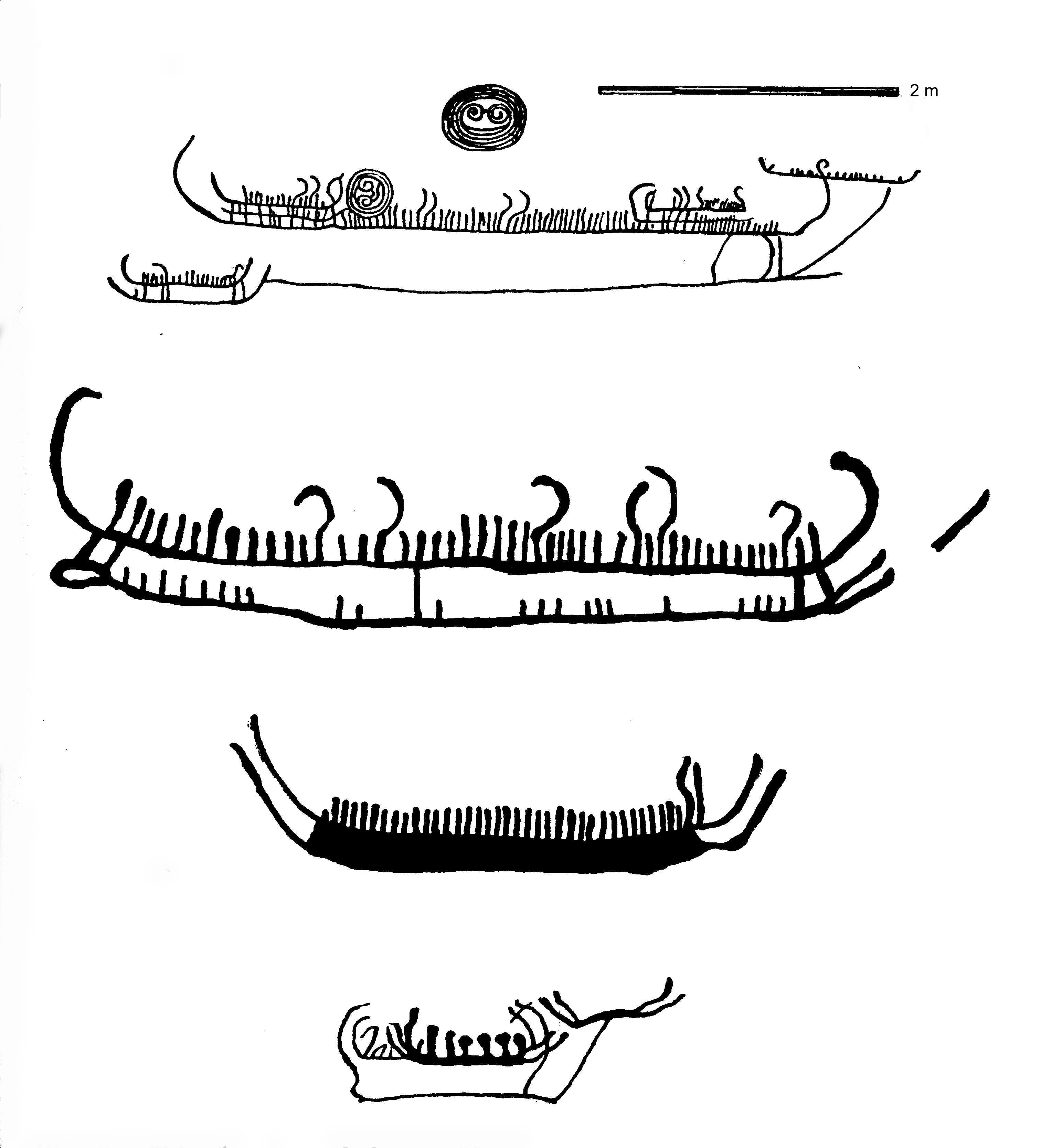
Przedstawienia różnych rodzajów łodzi z Bardal w Steinkjer

Ceramika kultury nordyjskiej jest słabo rozwinięta od strony technicznej. Wśród naczyń spotyka się formy jajowate, beczułkowate lub o esowatym profilu. Niektóre zaopatrzone są w ucha. Bardzo rzadko występuje na nich ornamentyka, niekiedy tylko zdobione były dołkami palcowymi lub nakłuciami.
Na obszarze zajmowanym przez kulturę nordyjską wytworzył się ważny ośrodek produkcji odlewniczej. Korzystano głównie z importowanego surowca brązowego. Ośrodek ten czerpiąc wzory stylistyczne z kultur naddunajskich, wytworzył własny, oryginalny styl w produkcji metalurgicznej, charakteryzujący się bogactwem ornamentyki, w której przeważają spirale, linie i pasma faliste, a także koła współśrodkowe. W inwentarzu wyrobów metalowych występują (głównie w grobach) siekiery, noże, sztylety, liczne ozdoby, szpile, zapinki, tarczki i guzy brązowe, później też miecze i groty oszczepów, często zdobione na tulei. Bardzo ciekawymi wyrobami metalurgicznymi są lury, czyli występujące zawsze w parach instrumenty muzyczne, a także hełmy brązowe z długimi, zawijanymi rogami oraz broń służąca najprawdopodobniej do odprawiania różnego rodzaju ceremoniałów. Spuścizną kultury nordyjskiej są także Skarby, z których najsłynniejszy jest skarb z miejscowości Uicksø.
Wśród wyrobów krzemiennych mamy do czynienia z nożami, grotami oszczepów, grocikami strzał i sztyletami. Wykonane one są z miejscowego krzemienia kredowego. Niektóre z przedmiotów wykonanych z tego surowca imitują wyroby brązowe.

## Ubiór
Część grobów zakładano na wilgotnym, torfiastym podłożu, przez co zachowały się one w doskonałym stanie (niekiedy nawet ciało zmarłego nie uległo rozkładowi). Dzięki odkryciom tych grobów posiadamy dużą wiedzę na temat ubioru ludności kultury nordyjskiej w starszym i środkowym okresie epoki brązu. Mężczyźni nosili stroje składające się z krótkiej szaty dochodzącej do kolan, pelerynki i czapki, którą nakrywano głowę. Kobiety natomiast bluzki z rękawami i albo długie spódnice sięgające do ziemi, albo krótkie spódniczki zbliżone do dzisiejszych spódniczek „mini”. Odzież wykonana była z tkaniny wełnianej, a obuwie i niektóre części odzieży ze skóry. Szata zarówno męska jak i kobieca, były przepasane pasem, ozdabianym dużymi tarczkami brązowymi. Kobiety, a czasami także mężczyźni, nosiły na rękach i ramionach bransolety i naramienniki brązowe. Na szyjach noszono naszyjniki z pręta albo blachy brązowej, a szaty spinano na piersi dwuczęściowymi zapinkami brązowymi.

## Ryty naskalne i wózek z Trundholm

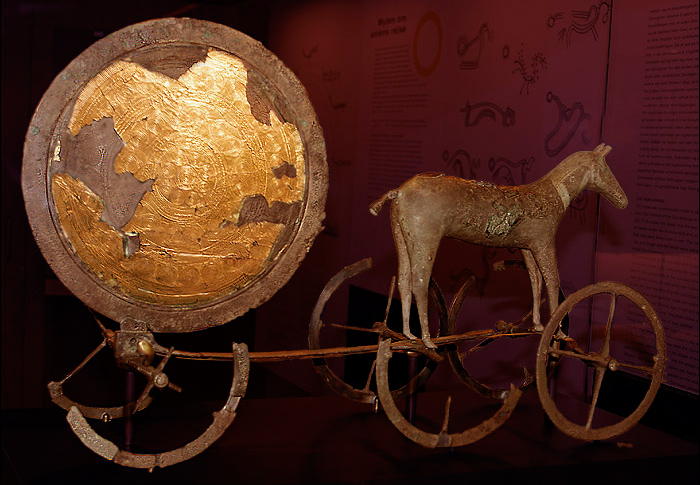
Wózek z Trundholm

Z południowej Skandynawii znanych jest kilka przypadków występowania rytów naskalnych. Przedstawiają one dość często łodzie (jednak nie wiemy, jak naprawdę wyglądały łodzie kultury nordyjskiej), swego rodzaju rytuały, którym oddawała się ludność, procesje falliczne, symbole solarne, wojowników na koniach, a także wojowników w trakcie walki oraz przeróżne niezidentyfikowane czynności. Istnieje przypadek rytu przedstawiającego kobiety pchające Słońce, jednak na ogół kobiety bardzo rzadko występują na rytach kultury nordyjskiej. Ryty naskalne z miejscowości Tanumshede znajdują się na Liście Światowego Dziedzictwa UNESCO. Inne wybrane miejscowości, z których znamy petroglify, to Häljesta, Västmanland i Brastad (wszystkie ze Szwecji).
Z kultury nordyjskiej pochodzi także słynny wózek z Trundholm, będący najprawdopodobniej przedstawieniem bóstwa solarnego, a być może także bóstwa płodności.
Do kultury tej zaliczamy również sanktuarium bagienne odkryte w Berlinie-Spandau. Składano tu bagienne depozyty, będące darami dla bóstw. Sanktuarium to funkcjonowało przynajmniej 100 lat.

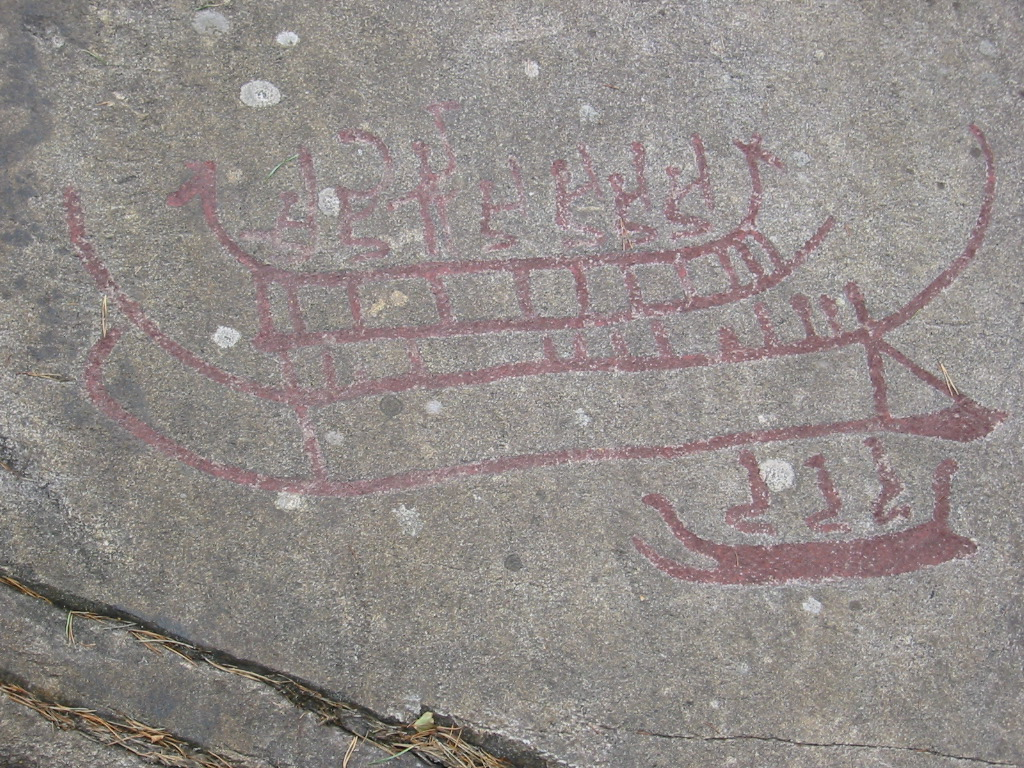
Być może przedstawienie łodzi pogrzebowej z Tanumshede
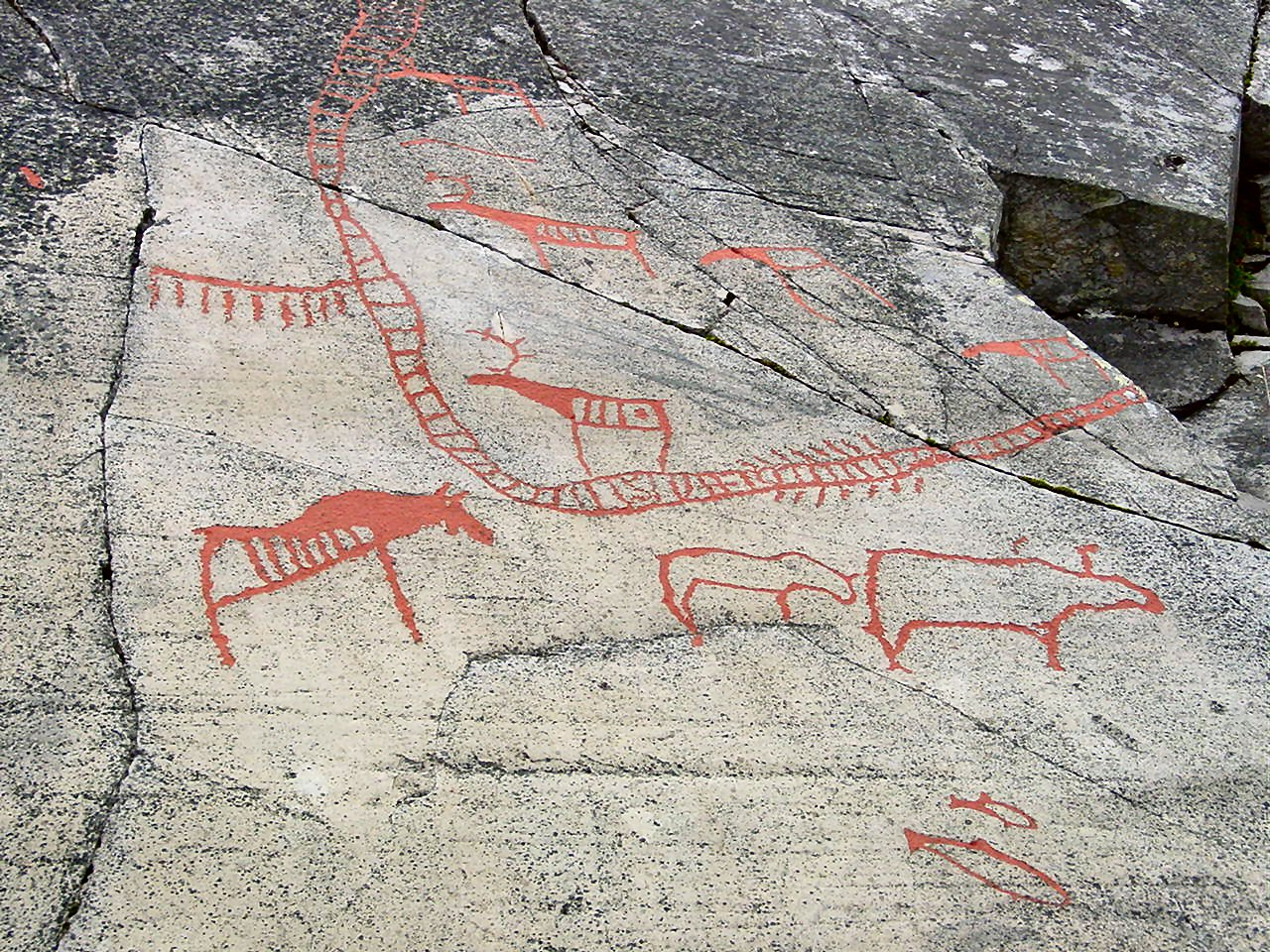
Zwierzęta przedstawione na rytach z Alty w Norwegii
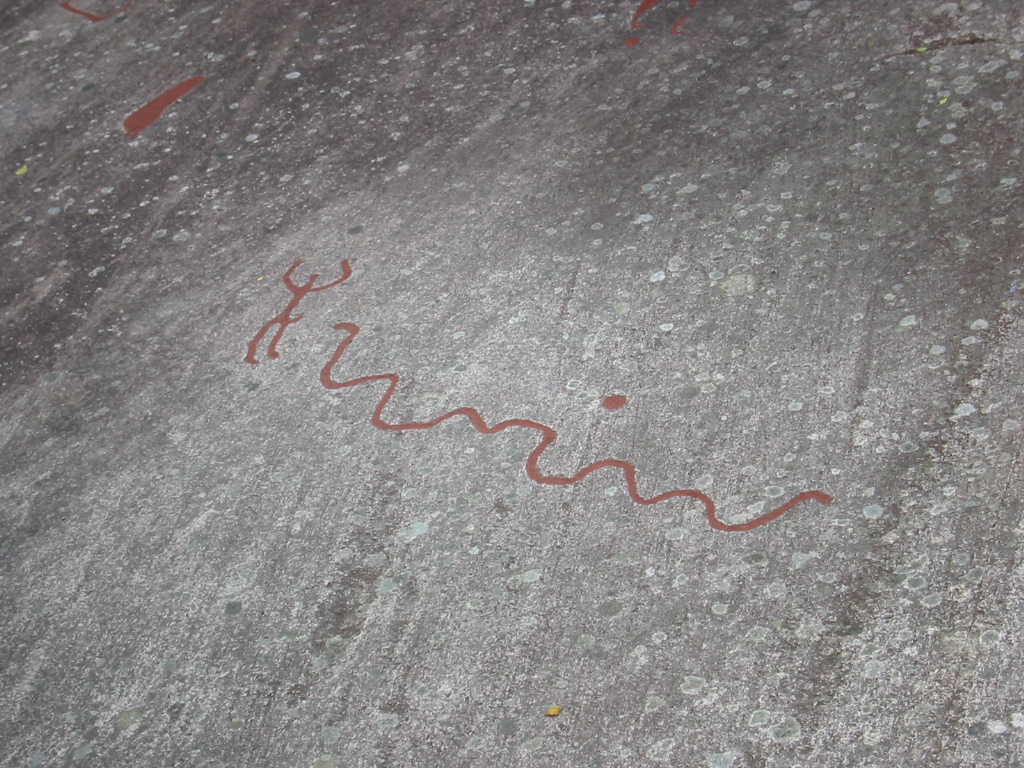
Wąż i człowiek z Tanumshede
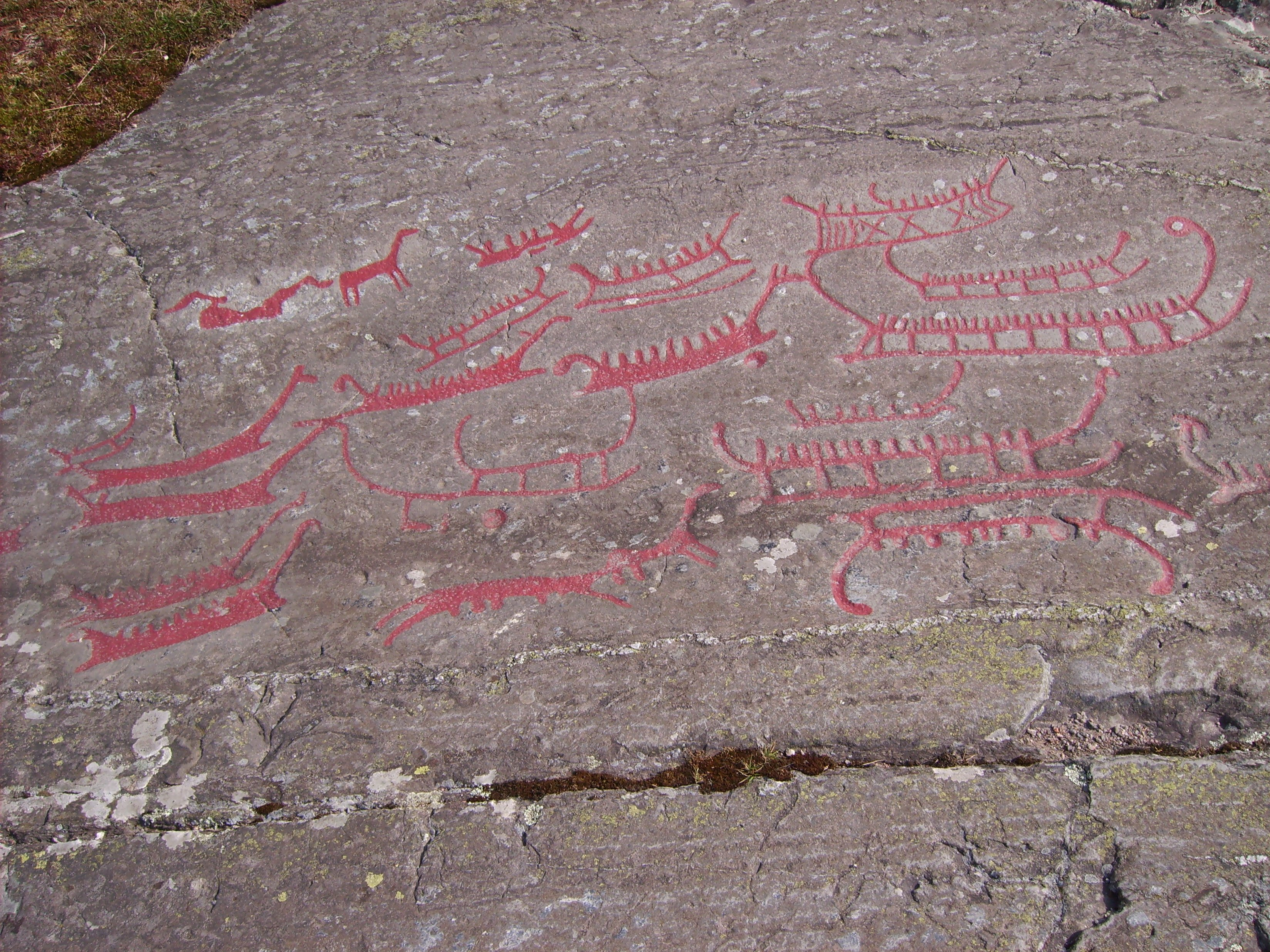
Łodzie z Himmelstalund w Szwecji
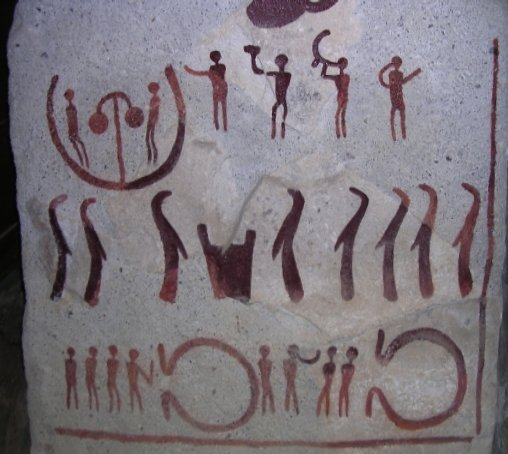
Ryt z Kivik, na którym widać świder do niecenia ognia
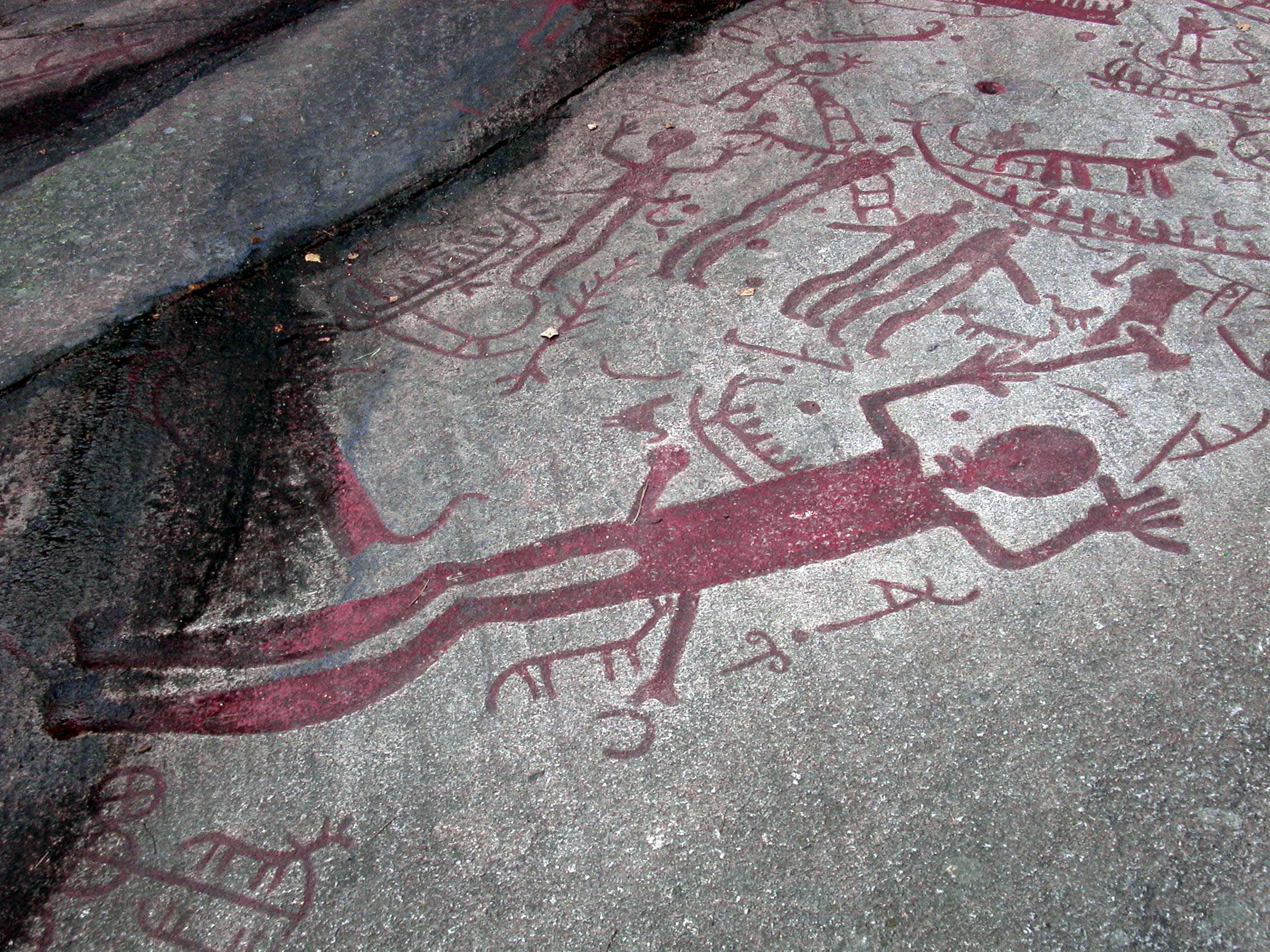
Petroglif z Brastad
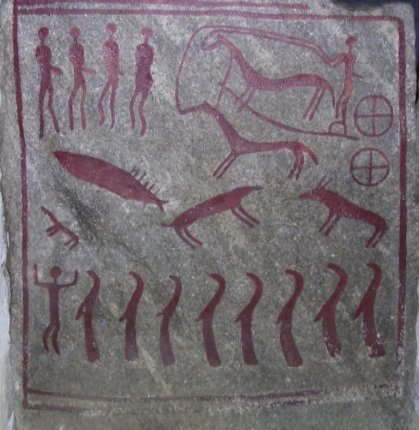
Rydwan, procesja kobiet i zwierzęta z Kivik w Szwecji
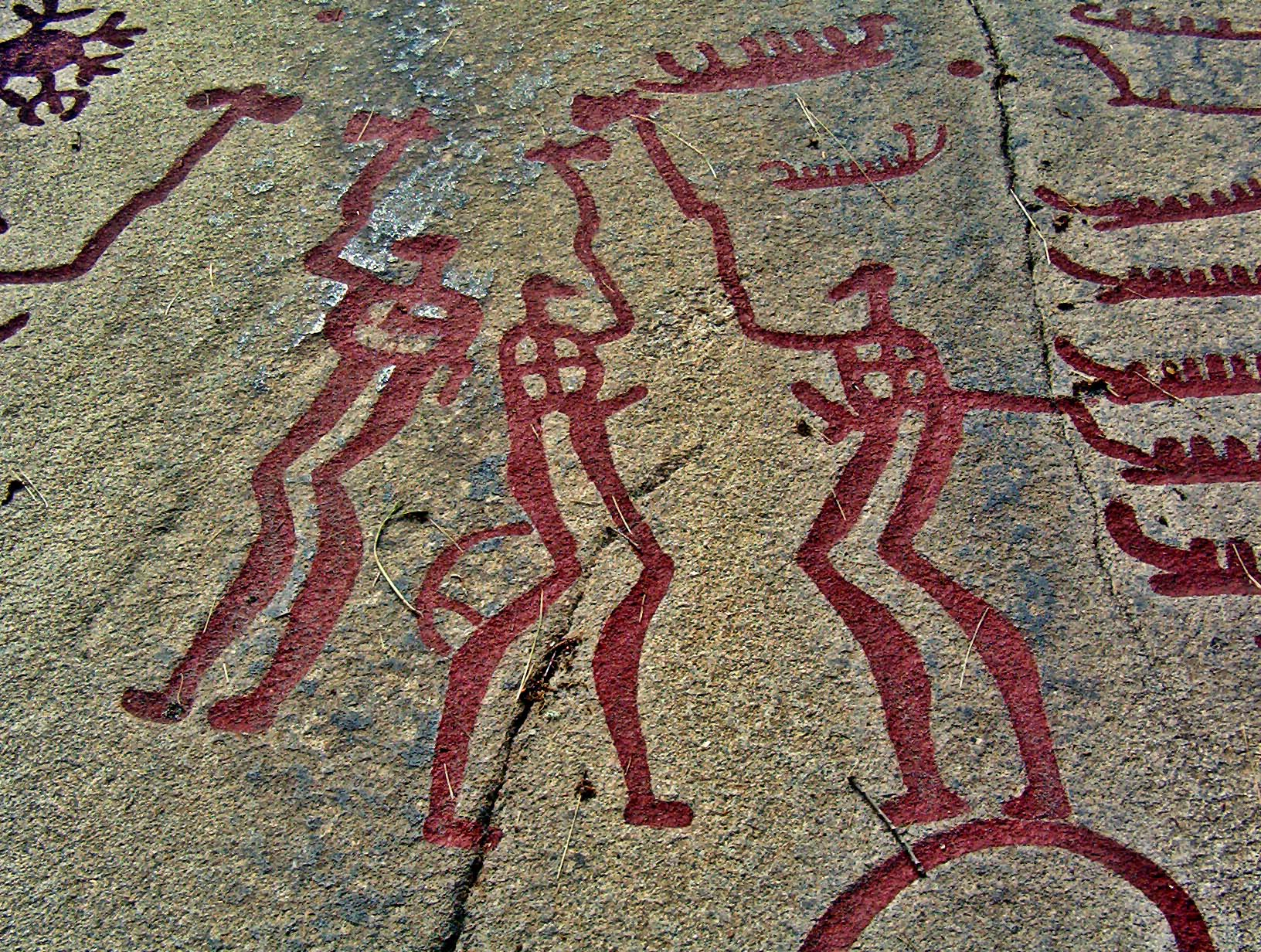
Przedstawienie rytualnego pojedynku z Tanumshede